# Lestodiplosis septemmaculata
Lestodiplosis septemmaculata är en tvåvingeart som först beskrevs av Walsh 1864.  Lestodiplosis septemmaculata ingår i släktet Lestodiplosis och familjen gallmyggor. Inga underarter finns listade i Catalogue of Life.